# Mala Trapinska
Mala Trapinska falu Horvátországban Verőce-Drávamente megyében. Közigazgatásilag Suhopoljéhoz tartozik.

## Fekvése
Verőce központjától légvonalban 10, közúton 22 km-re délkeletre, községközpontjától légvonalban 6, közúton 13 km-re délre, Nyugat-Szlavóniában, a Bilo-hegység völgyében, a Verőcéről Daruvárra menő főúttól és vasútvonaltól nyugatra, a Trapinska-patak partján fekszik.

## Története
A falu 20. század első felében keletkezett Pčelić déli határrészén, Pepelana szomszédságában. 1931-ben a még egységes Trapinska része volt. Hivatalosan csak 1991-től számít önálló településnek. 1991-ben 91 főnyi lakosságának 85%-a horvát nemzetiségű volt. 2011-ben a településnek 62 lakosa volt.

## Lakossága
| Lakosság változása | Lakosság változása | Lakosság változása | Lakosság változása | Lakosság változása | Lakosság változása | Lakosság változása | Lakosság változása | Lakosság változása | Lakosság változása | Lakosság változása | Lakosság változása | Lakosság változása | Lakosság változása | Lakosság változása | Lakosság változása |
| ------------------ | ------------------ | ------------------ | ------------------ | ------------------ | ------------------ | ------------------ | ------------------ | ------------------ | ------------------ | ------------------ | ------------------ | ------------------ | ------------------ | ------------------ | ------------------ |
| 1857               | 1869               | 1880               | 1890               | 1900               | 1910               | 1921               | 1931               | 1948               | 1953               | 1961               | 1971               | 1981               | 1991               | 2001               | 2011               |
| 0                  | 0                  | 0                  | 0                  | 0                  | 0                  | 0                  | 251                | 229                | 236                | 198                | 155                | 123                | 91                 | 79                 | 62                 |

(1931-től Trapinska néven településrészként, 1991-től önálló településként.)

## Nevezetességei
A falunak két magas oszlopon álló modern, római katolikus haranglába van Szent Rókus tiszteletére szentelve.